# 春季賞
春季賞（しゅんきしょう）は、日本数学会から贈られる数学の学術賞である。
前身は彌永賞（いやながしょう）で、日本数学会会員で40歳未満の優れた業績を上げた数学者に毎年贈られる。
日本数学会において最も権威を持つ賞の一つである。年齢制限の無い賞には秋季賞がある。

## 彌永賞受賞者
1973年度
- 伊原康隆（東大理）: 代数函数体の非アーベル類体論

1974年度
- 坂本礼子（奈良女大理）: 双曲型方程式に対する混合問題の研究

1975年度
- 高橋元男（筑波大数学）: 数学基礎論の研究，とくに GLC の基本予想の解決

1976年度
- 加藤十吉（都立大理）: 組合せ多様体の位相幾何学研究

1977年度
- 河合隆裕（京大数理研）: 超函数論並びに偏微分方程式論の研究

1978年度
- 新谷卓郎（東大理）: 表現論及びゼータ関数の研究

1979年度
- 西田吾郎（京大理）: 球面ホモトピー群の研究

1980年度
- 塩浜勝博（筑波大数学）: リーマン多様体の大域的研究

1981年度
- 柏原正樹（京大数理研）: 偏及び擬微分方程式系の代数的研究

1982年度
- 飯高茂（東大理）: 代数多様体の研究

1983年度
- 森重文（名大理）: 代数多様体の研究

1984年度
- 松本幸夫（東大理）: 余次元２の手術理論とその応用

1985年度
- 大島利雄（東大理）: 対称空間上の調和解析

1986年度
- 小谷眞一（京大理）: ランダム・ポテンシャルをもつシュレディンガー作用素のスペクトル理論

1987年度
- 砂田利一（名大理）: 数論的方法によるリーマン多様体の研究

## 春季賞受賞者
1988年度
- 加藤和也（東大理）: 高次元類体論の研究

1989年度
- 宮岡洋一 （都立大理） : Chern 数の間の関係式とその応用

1990年度
- 俣野博 （東大理） : 無限次元力学系の理論と非線形偏微分方程式

1991年度
- 斎藤盛彦（京大数理研）: Hodge加群の理論の創設と発展

1992年度
- 肥田晴三（UCLA）: p-進 Hecke 環，Galois 群の表現と保型形式の p-進 L-函数

1993年度
- 楠岡成雄（京大理）: 無限次元確率解析の展開

1994年度
- 深谷賢治（京大理）: Floer ホモロジー理論の研究

1995年度
- 宍倉光広（東大数理）: 複素力学系の研究

1996年度
- 斎藤秀司（東大数理）: 類体論の一般化および代数的サイクルの研究

1997年度
- 新井仁之（東北大理）: 複素解析と調和解析の研究

1998年度
- 小澤徹（北大理）: 非線形シュレディンガー方程式の研究

1999年度
- 小林俊行（東大理）: ユニタリ表現論における離散的分岐則の理論

2000年度
- 中島啓（京大理）: モジュライ空間と表現論・数理物理学

2001年度
- 斎藤毅（東大数理）: 数論幾何におけるガロワ表現の研究

2002年度
- 河東泰之（東大数理）: 作用素環の研究

2003年度
- 大槻知忠（京大数理研）: ３次元多様体の量子不変量の研究

2004年度
- 熊谷隆（京大数理研）: フラクタル上の解析学の展開

2005年度
- 辻雄（東大数理）: p進ホッジ理論の研究

2006年度
- 望月拓郎（京大理）: Harmonic bundle の漸近挙動

2007年度
- 中西賢次（京大理）: 非線形分散型方程式の研究

2008年度
- 高岡秀夫（神戸大理）: 非線形分散型方程式に対する大域解析理論

2009年度
- 小沢登高（東大数理）: 離散群と作用素環の研究

2010年度
- 伊山修（名大多元数理）: 多元環およびCohen-Macaulay加群の表現に関する研究

2011年度
- 志甫淳（東大数理）: 数論幾何学におけるp進コホモロジーとp進基本群の研究

2012年度
- 太田慎一（京大理）: 測度距離空間・フィンスラー多様体上の幾何解析

2013年度
- 浅岡正幸（京大理）: 双曲力学系および関連する幾何学の研究

2014年度
- 戸田幸伸（東京大学カブリ数物連携宇宙研究機構）: 代数多様体の導来圏の研究

2015年度
- 河原林健一（国立情報学研）: グラフマイナー理論とその計算量理論への応用に関する研究

2016年度
- 入谷寛（京大理）: グロモフ・ウィッテン不変量とミラー対称性の研究

2017年度
- 阿部知行（東京大学カブリ数物連携宇宙研究機構）: 数論的D-加群の理論とラングランズ対応の研究

2018年度
- 木田良才（東大数理）: 離散群とエルゴード理論の研究

2019年度
- 前川泰則（京大理）: 流体力学の数学解析の新展開

2020年度
- 尾髙悠志（京大理）: K安定性とその代数幾何的応用

2021年度
- 塚本真輝（九大数理）: 力学系における平均次元の研究

2022年度
- Neal Bez（埼玉大理工）: 幾何解析および偏微分方程式論における不等式の研究

2023年度
- 入江慶（京大理）: 接触幾何学、シンプレクティック幾何学とストリングトポロジーの研究

2024年度
- 藤田健人（阪大理）: Fano多様体のK安定性の研究

2025年度
- 今野 北斗（東京大学大学院数理科学研究科）: 族のゲージ理論と4次元トポロジーへの応用

（）内の大学名は受賞当時